# X Cygni
X Cygni (X Cyg / HD 197572 / HR 7932) es una estrella variable en la constelación del Cisne de magnitud aparente media +6,48. 
X Cygni es una variable cefeida, una de las más brillantes en el cielo nocturno. Su brillo oscila entre magnitud +5,85 y +6,91 a lo largo de un período de 16,3863 días, si bien se ha observado un aumento de 1,45 segundos por año en este período. De tipo espectral F7Ib, su temperatura efectiva es de 6520 K. Su diámetro varía según la fuente consultada, estando comprendido entre 78 y 84 veces el diámetro solar, muy grande incluso para una cefeida; a título comparativo, η Aquilae o Mekbuda (ζ Geminorum), dos de las cefeidas más conocidas, tienen un diámetro aproximado 60 veces mayor que el del Sol. Consecuentemente es una estrella muy masiva, con una masa 11 veces mayor que la masa solar.
Tiene un contenido metálico ligeramente superior al del Sol, siendo su índice de metalicidad [Fe/H] = +0,10.
Su superficie se halla enriquecida en zinc y nitrógeno, siendo la abundancia relativa de este último elemento más de 3,5 veces superior a la del Sol ([N/H] = +0,55).
Su distancia respecto al sistema solar, basada en la relación entre las variaciones de color y del diámetro angular, puede ser superior a 3500 años luz, un valor muy por encima del obtenido a partir de la medida de su paralaje (2250 años luz).